# Kramatorsk järnvägsstation
Kramatorsk järnvägsstation är en järnvägsstation i staden Kramatorsk i Donetsk oblast i östra Ukraina.
Stationen är en knutpunkt för järnvägslinjer från nord till söder med linjer från öst till väst och har förbindelse till bland annat Kiev, Odessa och Kostiantynivka.
Den första stationen byggdes när den enkelspåriga järnvägen söder om Slovjansk började byggas  1868. Den blev färdig tio år senare och när staden växte utökades stationen. Byggnaden förstördes under andra världskriget och byggdes upp igen 1952. Den  moderniserades och renoverades år 2014 och alla symboler från sovjettiden togs bort.

I början av april 2022 skadades  stationen i ett raketanfall under Rysslands invasion av Ukraina. Ett stort antal civila som befann sig på perrongen dödades och skadades. Mer än 50 personer  uppges ha dödats av minst två raketer av typen
Totjka-U. All tågtrafik ställdes in och det är osäkert om, och när den kommer igång igen.